# Lorenzo Burnet
Lorenzo Burnet (* 11. Januar 1991 in Amsterdam, Nordholland) ist ein niederländischer Fußballspieler.

## Karriere
Burnet kam aus der Jugend der A.V.V. Zeeburgia aus seiner Heimatstadt Amsterdam als 13-Jähriger zum AFC Ajax. Als Außenverteidiger auf der linken Seite war er den Talentespähern des Spitzenklubs aufgefallen. Bei Ajax durchlief der 1,70 Meter kleine Verteidiger die weiteren Jugendmannschaften und wurde bereits mehrmals in Jugendnationalteams berufen. Bei Jugendtrainer Frank de Boer erhielt er Gelegenheit, sich in der A-Jugend weiterzuentwickeln; in der Saison 2010/11 wurde er in die zweite Mannschaft Jong Ajax berufen, in der er sich mit Nicolai Boilesen einen Konkurrenzkampf um die Position des Linksverteidigers lieferte. Bei seinen 22 Einsätzen für Jong Ajax erzielte er zwei Tore. Während Boilesen noch während der Saison 2010/11 in den Kader der Eredivisie-Mannschaft von Ajax aufgenommen wurde, wechselte Burnet – dessen Vertrag zum Saisonende auslief – zur Spielzeit 2011/12 zum FC Groningen. Hier debütierte er am ersten Spieltag in der höchsten Liga und nahm auch in den nächsten Spielen die Position des abgewanderten Fredrik Stenman auf dem linken Flügel ein. Am 23. März 2012 beendete sein erster Eredivisie-Treffer zum 1:0-Siegtor des FCG bei der Rotterdamer SBV Excelsior eine Serie von vier Niederlagen in Folge. Die Groninger belegten am Saisonende den 14. Tabellenplatz.